# Philip Morris (cigarettier)
Pour les articles homonymes, voir Philip Morris (homonymie) et Morris.
Philip Morris (1835-1873) est un importateur de tabac britannique, fondateur du conglomérat Philip Morris International.

## Biographie
En 1847, la famille de Philip Morris ouvre un magasin de tabac sur Bond Street à Londres, où il vend du tabac en vrac et des cigarettes pré-roulées. En 1854, il commence à fabriquer ses propres cigarettes. En 1870, Morris commence à produire Philip Morris Cambridge et Philip Morris Oxford Blues (plus tard appelés Oxford Ovals et Philip Morris Blues).
Morris meurt d'un cancer en 1873, sa veuve Margaret et son frère Leopold Morris continuent le commerce de cigarettes.